# Miriam miente
Miriam miente es una película filmada en colores dirigida por Natalia Cabral y Oriol Estrada sobre su propio guion  que se estrenó en España el 30 de noviembre de 2018 y que tuvo como actores principales a  Frank Perozo, Margaux Da Silva, Pachy Méndez y Roger Wasserman. Es una producción de production de Faula Films, de República Dominicana y Mallerich Films Paco Poch, de España.

## Sinopsis
Una chica mulata de 14 años que pertenece a la alta burguesía dominicana se prepara para su fiesta de 15 años pero debe mentir sobre su novio, que es negro, en ese mundo al que pertenece, cuyos miembros, sin excepción, mienten mucho más que ella y cuyas banderas son el racismo, el clasismo y la intolerancia.

## Reparto
Intervinieron en el filme los siguientes intérpretes:
- Frank Perozo	...	Miguel
- Margaux Da Silva	...	Claudia
- Pachy Méndez	...	Tere
- Roger Wasserman	...	Pianista
- Georgina Duluc	...	Coreógrafa
- Vicente Santos	...	Fernando
- Ana María Arias	...	Doña Teresa
- Maria Castillo	...	Tata
- Manuel Chapuseaux	...	Raúl
- Dulce Rodríguez	...	Miriam
- Uxio Lis	...	Papá Jennifer
- Carolina Rohana	...	Jennifer
- Cecile van Welie	...	Laura
- Cristobalina Morel	...	Doña Orquídea
- Giordano Hernández	...	Raúl
- Isabel Cristina Polanco	...	Soraya
- Beatriz Machuca	...	Patricia
- Alexander Bergés

## Comentarios
Guy Lodge en Variety opinó:

” Pero lo que en otros contextos culturales podría representar un arco de episodio para una comedia de situación de Disney Channel adquiere una ternura y resonancia agudas en la hermosa y pensativa llegada de Natalia Cabral y Oriol Estrada: al tomar como tema a un adolescente birracial (interpretado con brillante delicadeza de la debutante Dulce Rodríguez) en la República Dominicana, la película entrelaza un conjunto complejo y examinado con sensibilidad de crisis de identidad en la maraña que ya enfrenta el protagonista promedio de una película para adolescentes.”

Alberto Luchini en El Mundo escribió:

” El filme es un torpedo a la línea de flotación de una sociedad construida sobre la hipocresía
La ópera prima conjunta de la dominicana Natalia Cabral y el español Oriol Estrada es un torpedo directo a la línea de flotación de una sociedad construida sobre la hipocresía y la intransigencia, en la que lo más importante son las apariencias y no romper las reglas establecidas, para que el status quo se mantenga indefinidamente. Es cierto que los directores podrían haber sido algo más sutiles, porque hay unos cuantos subrayados demasiado obvios, pero también es cierto que parece una apuesta intencionada para que no haya ambigüedad respecto al mensaje.

## Premios y nominaciones
La película se hizo acreedora a los siguientes premios y nominaciones.
Festival Internacional de Cine de Chicago  2018
- Natalia Cabral y Oriol Estrada nominados al Premio Hugo de Oro en la competición de nuevos directores. Nominee

Festival Internacional de Cine de Gijón 2018
- Natalia Cabral y Oriol Estrada ganadores del Premio ALMA

Festival Internacional de Cine de Guadalajara 2019
- Miriam miente, nominada al Premio a la Mejor Película en la competición Iberoamericana.

Festival Internacional del Nuevo Cine Latinoamericano de La Habana 2018
- Ganadora del Premio Sara Gómez otorgado por la Red de Realizadores Cubanos, compartido con Mi mejor amigo, de Martín Deus  (Argentina)

Festival de Cine Latinoamericano de Huelva 2018
- Ganadora del Premio Cima Amanda Villavieja
- Ganadora del Premio Colón de Oro a la Mejor Película

 Festival Internacional de Cine de Karlovy Vary
- Ganadora de una Mención Especial del Jurado Ecuménico
- Nominada al Premio Globo de Cristal a la Mejor Película

Festival La Silla 2020
- Ganadora del Premio La Silla	Mejor Película
- Ganadora del Premio La Silla Mejor Director
- Ganadora del Premio La Silla Mejor Guion
- Ganadora del Premio La Silla Mejor Canción
- Pachy Méndez ganadora del Premio La Silla Mejor Actriz Secundaria
- Oriol Estrada ganador del Premio La Silla Mejor Diseño de Cartel

Festival de Cine Latinoamericano sw Lima 2019
- Nominada al Premio a la Mejor Película en la competición oficial de ficción.

Festival Internacional de Cine de Palm Springs  2019
- Nominada al Premio Cine Latino

Festival Internacional de Cine de Seattle  2019
- Nominada al Premio en la Competición Iberoamericana

Festival Internacional de Cine de São Paulo  2018
- Nominada al Premio a la Mejor Película en la Competición Nuevos Directores

Festival de Cine Latinoamericano de Toulouse 2019
- Ganadora del Premio de los críticos de Francia Descubrimiento a la Mejor Película
- Nominada al Gran Premio al largometraje de ficción